# Colibrí diamant de pit terrós
El colibrí diamant de pit terrós (Heliodoxa rubinoides) és una espècie d'ocell de la família dels troquílids (Trochilidae) que habita boscos, praderies i poblacions dels Andes, a Colòmbia, oest i est de l'Equador i nord-est del Perú.